# Варнер, Джейк
Джейкоб Стивен «Джейк» Варнер (англ. Jacob Stephen "Jake" Varner); 24 марта 1986, Бейкерсфилд, Калифорния, США — американский борец вольного стиля, чемпион Олимпийских игр, призёр чемпионата мира, чемпион Панамериканских игр  

## Биография
Родился в семье тренера по борьбе и под его руководством начал тренироваться с ранних лет. В 2005 году поступил в Университет Айовы, где начал тренироваться под руководством Кэла Сэндерсона, чемпиона олимпийских игр-2004. Начал бороться в студенческих соревнованиях, выступал за университет до 2010 года, став двукратным чемпионом по версии национальной ассоциации студенческого спорта.  В 2010 году, через день после окончания университета (окончил университет по специализации в уголовном праве), уехал в Пенсильванию, куда к тому времени перебрался Кэл Сэндерсон, с тем, чтобы тренироваться у этого тренера. 
В 2009 году выступил на чемпионате мира и занял там девятое место. В 2010 году был вторым на турнире New York Athletic Club International. В 2011 году остался пятым на Золотом Гран-при, победил на мемориале Йона Черни и Панамериканских играх и завоевал «бронзу» на чемпионате мира. В 2012 году завоевал «бронзу» на Золотом Гран-при и мемориале Ярыгина, был шестым на розыгрыше Кубка мира и завоевал Кубок Канады. 
На Летних Олимпийских играх 2012 года в Лондоне боролся в категории до 96 килограммов (тяжёлый вес). В турнире участвовали 19 человек. Турнир проводился по системе с выбыванием после поражения с утешительными схватками. Борцы по жребию делились на две группы, в первой группе было восемь спортсменов, начинавших борьбу с 1/8 финала, во второй группе одиннадцать, из которых пять начинали борьбу с 1/8 финала, а шесть борцов проводили квалификационные встречи за право попасть в 1/8 финала. Те спортсмены, которые не проиграли ни одной схватки, выходили в финал, где разыгрывали первое и второе место. Борцы, которые проиграли финалистам, начинали бороться в утешительном турнире, по результатам которых определялись два бронзовых призёра, по одному в каждой группе. Другими словами, борец, проиграв схватку в любом круге турнира, выбывал не сразу, а ожидал результатов встречи своего победителя в следующем круге. Например, борец проиграл в 1/8, его победитель выходил в четвертьфинал. Если его победитель в четвертьфинале проигрывал, то борец выбывал сразу, а его победитель отправлялся в утешительный турнир. Если же его победитель в четвертьфинале вновь побеждал, то борец встречался в утешительной встрече с проигравшим в четвертьфинале и так далее.
Джейк Варнер победил во всех схватках и стал олимпийским чемпионом.
| Круг       | Соперник           | Страна     | Результат | Основание     | Время схватки |
| ---------- | ------------------ | ---------- | --------- | ------------- | ------------- |
| 1/8 финала | Курбан Курбанов    | Узбекистан | Победа    | 1-0, 0-1, 1-0 | 6:00          |
| 1/4 финала | Хетаг Плиев        | Канада     | Победа    | 1-0, 1-0      | 4:00          |
| 1/2 финала | Георгий Гогшелидзе | Грузия     | Победа    | 0-2, 1-0, 1-0 | 6:00          |
| Финал      | Валерий Андрейцев  | Украина    | Победа    | 1-0, 1-0      | 4:00          |

В 2013 году спортсмен завоевал второе место на турнире памяти Дана Колова и Николы Петрова.